# Revolutionaire Volkspartij (Suriname)
De Revolutionaire Volkspartij (RVP) was een communistische politieke partij in Suriname tijdens het militaire regime in Suriname onder leiding van Desi Bouterse (1980-1987). De partij ontstond in mei 1980 als afsplitsing van de Volkspartij. Na de Amerikaanse invasie van Grenada in 1983 raakte de partij in politiek opzicht uitgespeeld.

## Geschiedenis

### Afsplitsing van de Volkspartij
De RVP werd op 7 mei 1980 opgericht, tweeënhalve maand na de militaire staatsgreep van Bouterse. De partij was een afsplitsing van de Volkspartij (VP) waarbinnen een interne strijd was gevoerd over de houding ten opzichte van de nieuwe machthebbers. De VP was van mening dat er eerst een politieke ideologie geformuleerd moest worden en er een volksraadpleging moest plaatsvinden, voordat een burgerregering kon functioneren. In een vroeg stadium na de staatsgreep had VP-leider Lie Pauw Sam daarom het premierschap van de nieuwe regering onder militair regime geweigerd. Een belangrijk deel van de partij was het niet eens met de weigering om samen te werken met Bouterse. Ongeveer drie kwart van de VP-leden stapte over naar de RVP. De oprichting vond plaats onder leiding van met name Arthur ten Berge, Frank Playfair, Ernie Brunings en Edward en Frank Naarendorp.

### Samenwerking met Bouterse
Tegenover het pragmatische PALU, eveneens een radicaal-linkse partij die samenwerkte met de coupplegers, hield de RVP er een dogmatischer marxistisch-leninistische koers op na. De RVP onderhield contact met Cubanen die adviseerden over het opbouwen van revolutionaire organisaties. Daarnaast nam de RVP invloeden mee van de sandinisten uit Nicaragua en Maurice Bishop uit Grenada. De uitspraken van Bishop tijdens zijn door protesten overschaduwde bezoek aan Suriname worden gezien als de inspiratie van Bouterse tot het (laten) plegen van de Decembermoorden in 1982.
Eind mei 1980 ondernam de Nationale Militaire Raad (NMR) een vergeefse poging om de RVP, PALU en de PNR te fuseren. Geïnspireerd op de RVP zette de NMR volkscomités op tot in verre uithoeken van het land. In het eerste jaar wist vooral PALU onder de politieke partijen de machtsposities in te nemen. Wel werd Ten Berge aan het hoofd van de Universiteit van Suriname geplaatst. Op 7 januari 1981 volgde RVP'er Harvey Naarendorp de ontslagen minister Haakmat op, als superminister voor Leger en Politie, Justitie en Buitenlandse Zaken.
De top van de RVP, met name Ten Berge, zorgde later voor een rel door een demonstratie met jongeren op te zetten die Bouterse uitjoelden en hem het spreken voor een deel beletten. Bouterse reageerde hier korte tijd later op door de eerder opgepakte linkse militairen Sital, Mijnals en Joeman vrij te laten en te verkondigen dat Suriname zich moest ontwikkelen naar een socialistische maatschappij. Hierdoor nam de invloed van de RVP ten opzichte van PALU toe.

### Revolutionair Front
Premier Chin a Sen wilde vasthouden aan een parlementaire democratie en kwam medio 1981 met een plan voor een presidentieel systeem zoals in Frankrijk. Hij wilde een tweekamerstelsel waarbij een kamer bezet zou worden door maatschappelijke groepen waaronder het leger. Dit stond haaks op de ideeënwereld van de RVP en de groep-Sital die een Revolutionair Front voorstonden die het revolutionaire proces in Suriname gestalte moest gaan geven. Het front kwam er uiteindelijk. De installatie vond plaats op 11 december 1981, met onder meer een zetel in het presidium voor de RVP'er Michael Naarendorp. De RVP zag het als het dak boven een gebouw, met eronder de volkscomités.
In een manifest uit 1981 maakten de RVP en de groep-Sital duidelijk dat de herstructurering van Suriname desnoods met geweld tegen het volk zou moeten worden doorgevoerd. Hier werd in het land schouderophalend op gereageerd, omdat de comités in de praktijk geen echte machtsbasis vormden. De macht bij de plaatselijke comités lag zelfs vooral bij leiders van de creoolse NPS en de Hindoestaanse VHP. Daarnaast was het front zelf intern verdeeld. Na de executie van de tegencoup-pleger Hawker en onrust in het land, viel het front op 28 mei 1982 uiteen toen de vakbonden eruit stapten.

### Volksmilities
Op initiatief van de RVP en los van het leger zette Sital eind 1981 naar Cubaans model volksmilities op. De bedoeling hiervan was om burgers te bewapenen zodat ze de revolutie konden verdedigen. De eerste trainingen werden nog niet aan het volk, maar aan de elite gegeven, onder wie mensen uit de top van PALU als  Krolis, Alibux en Caldeira.
Verder liet de RVP zijn invloed gelden in het voortgezet onderwijs en op de universiteit. De Vereniging van Ontwikkelings-Intellectuelen (VOIS) bestond voor een groot deel uit RVP'ers.

### Na de Decembermoorden
Na de Decembermoorden van 1982 ontvluchtten prominente, andersdenkende Surinamers het land. De RVP bleef ook na de moorden betrokken bij de regering. Ze veroordeelden de militairen niet en bleven ze steunen omdat ze gezien werden als de enige weg om de socialistische staat te vestigen. Omgekeerd betekende de aanwezigheid van de RVP een van de belangrijkste peilers onder het regime van Bouterse.
Op 28 februari 1983 werd het interim-kabinet van PALU-leider Errol Alibux geïnstalleerd. RVP'er Harvey Naarendorp was als enige RVP'er een ministerspost aangeboden. Hij had echter bezwaar tegen het grote aandeel van PALU-ministers en weigerde het ministerschap.
Begin juni 1983, na het ontslag van minister Sital door een geschil over de koers van de revolutie, viel de machtsbasis onder de RVP weg, omdat die net als Sital de Cuba-lijn bepleitte. In de week erop dook de gehele top van de RVP onder.

### Ontwikkelingen op Grenada
Nadat Maurice Bishop op 19 oktober 1983 werd vermoord en op Grenada een revolutionaire regering werd gevestigd, grepen de Amerikanen daar in met een invasie op 25 oktober. Bouterse ondernam de volgende dag meteen actie in eigen land, door de Cubaanse ambassadeur het land uit te zetten. Hij voegde hieraan toe dat de "rampzalige ontwikkeling op Grenada" in zijn land moest worden voorkomen. De anti-Cuba-lijn zette hij in de erop volgende weken voort. In twee weken tijd liet hij 17 leden van de RVP oppakken. Daarnaast werden tientallen Cubanen het land uit gezet.
Anderhalf jaar later bleek de wederzijdse steun tussen Bouterse en de RVP echter nog steeds niet verdwenen. Verschillende leden van de RVP belandden op hoge posten. Zo werd Sital onderdirecteur op het ministerie van Transport, Handel en Industrie; RVP'er Henk Goedschalk werd in 1984 benoemd tot governor van de Centrale Bank van Suriname.